# Giant’s Quoit
Der Giant’s Quoit (auch Carwynnen Quoit, Giant’s Frying Pan, Pendarvis Quoit oder Pendarves Quoit genannt) in Carwynnen bei Camborne in Cornwall in England war im 19. Jahrhundert und erneut in den 1960er Jahren zusammengestürzt und wurde 2012 wieder aufgestellt und zugleich archäologisch untersucht.

## Beschreibung
Der um 1700 von Edward Lhuyd (1660–1709) und 1769 von William Borlase beschriebene Dolmen ist etwa 1,5 m hoch mit einem etwa 10 Tonnen wiegenden Deckstein der etwa 3,3 m lang, 2,5 m breit und 0,3 m dick ist.
Der Giant’s Quoit ist eines der weniger bekannten neolithischen Monumente, die zu den Portal Tombs gehören, jenen Dolmen, die man in Cornwall und Wales sowie in Irland und Nordirland findet. Dort kennt man sie unter der Bezeichnung „Tripod-Dolmen“.
Bei der letzten Untersuchung wurde frühneolithische Keramik (3900–3600 v. Chr.) gefunden. Die Gefäße sind in der Regel unverziert, haben weite Öffnungen, runde Böden und einfache Knubben als Griffe. Solch frühe Keramik wird nicht häufig gefunden.